# Harde de cerfs écoutant le rapproché
Harde de cerfs écoutant le rapproché est une sculpture réalisée par Arthur Le Duc vers 1885 qui est située dans le jardin du Luxembourg à Paris. Le groupe représente un cerf, une biche et un faon, traqués par des chasseurs. Il existe un second exemplaire en Belgique à Habay-la-Vieille dans le parc du château de la Trapperie.

## Histoire
Arthur Le Duc a d'abord travaillé sur un modèle en plâtre, présenté au Salon de 1885 et aujourd'hui conservé au château des Matignon à Torigny-les-Villes.
L'œuvre en bronze est achetée dès 1886 par les Musées nationaux et elle est attribuée au Musée du Luxembourg en 1889. La même année, elle est présentée à l'Exposition universelle. Deux ans plus tard, le groupe est déposé au Sénat et, en 1986, il est affecté au musée d'Orsay quoique laissé à sa place sur une pelouse sud du Jardin du Luxembourg.

## Vocabulaire
Le titre de l'œuvre contient deux mots du champ lexical de la chasse. Une harde est une troupe de bêtes sauvages vivant ensemble. Et le rapproché désigne le travail du chien qui rapproche, dans le cadre d'une battue.